# A Wife on a Wager
A Wife on a Wager è un cortometraggio muto del 1914 diretto da Wallace Reid.

## Produzione
Il film fu prodotto dalla Nestor Film Company.

## Distribuzione
Distribuito dall'Universal Film Manufacturing Company, uscì nelle sale cinematografiche statunitensi il 10 giugno 1914.